# Metadilepis caprimulgina
Espèce
Metadilepis caprimulgina est une espèce de cestodes de la famille des Metadilepididae, parasitant les engoulevents.